# London (Arkansas)
Pour les articles homonymes, voir London.
London est une ville américaine du comté de Pope, dans l’Arkansas. Lors du recensement de 2000, sa population s’élevait à 925 habitants.

## Démographie
| 1880 | 1900 | 1910 | 1920 | 1930 | 1940 | 1950 | 1960 |
| ---- | ---- | ---- | ---- | ---- | ---- | ---- | ---- |
| 82   | 268  | 303  | 386  | 355  | 418  | 353  | 282  |

| 1970 | 1980 | 1990 | 2000 | 2010  | - | - | - |
| ---- | ---- | ---- | ---- | ----- | - | - | - |
| 539  | 859  | 825  | 925  | 1 039 | - | - | - |

## Source
- (en) Cet article est partiellement ou en totalité issu de l’article de Wikipédia en anglais intitulé « London, Arkansas » (voir la liste des auteurs).